# Злетовско-струмичка епархија
Злетовско-струмичка епархија је некадашња епархија Српске православне цркве која је основана 1920. године. Почевши од 1967. године била је захваћена расколом. У склопу спровођења Нишког споразума од 2002. до 2005. године, њено подручје је укључено у састав Православне охридске архиепископије.

## Историја
Након укидања Охридске архипеископије (1767) тадашња Струмичка епархија је прикључена Цариградској патријаршији. Након Првог светског рата и склапања мировних споразума (1919), Струмица је прикључена Краљевини СХС. Након преговора који су закључени током 1920. године, Цариградска патријаршија пренела надлежност над Струмичком епархијом на управо уједињену Српску православну цркву. Српска црква је одмах донела одлуку да подручје Струмичке епархије обједини са подручјем старе српске Злетовске епархије, чиме је створена Злетовско-струмичка епархија са средиштем у Штипу. За првог злетовско-струмичког епископа изабран је Серафим Јовановић (1920).
Према арондацији епархија спроведеној 1931. године, Злетовско-струмичка епархија је обухватала сљедеће срезове: Штипски, Овчепољски, Кратовски, Царевоселски, Малешки (Беровски), Радовишки, Струмички, Валандовски, Ђевђелијски, Неготин-вардарски, Кавадарски и Кочански.
Након Другог светског рата, Комунистичка партија Југославије није дозволика злетовско-струмичком епископу Викентију да се врати у своју епархију. Канонски поредак на подручју ове епархије био је често нарушаван услед захтева дела верника за стварањем самосталне црквене управе што је 1967. године довело до раскола.
Пошто је тада дошло до потпуног раскола, Српска православна црква није признавала разне промене које је у епархијском устројству након 1967. године често вршила „Македонска православна црква”. Након проглашења државне самосталности Северне Македоније у пролеће 1992. године, Свети архијерејски сабор Српске православне цркве је донео одлуку да се због измењених околности за све епархије у Северној Македонији постави администратор. На заседању Светог архијерејског сабора СПЦ у пролеће 1993. године за администратора је изабран Јован Младеновић, новоизабрани викарни епископ тетовски. Иако је владика Јован као администратор покушао да посети епархије у Северној Македонији, рад на том подручју му је био онемогућен. Стога је привремено боравио у манастиру Прохор Пчињски и одатле је обављао администраторске дужности. Након његовог избора за епископа западноамеричког (1994), дужност администратора је поверена врањском епископу Пахомију Гачићу који је такође наилазио на велике потешкоће у раду на организацији правилног црквеног живота у Северној Македонији. Сви ови напори Српске православне цркве били су усмерени ка отклањању црквеног раскола и проналажењу решења за успостављање канонског поретка у Северној Македонији.
Такво стање је трајало све до склапања Нишког споразума и његовог спровођења у живот (2002—2005) путем стварања канонских епархија: Епископије брегалничке и Епископије струмичке у оквиру Православне охридске архиепископије.

## Епископи
| Портрет | Име и презиме        | Време службе | Напомене |
| ------- | -------------------- | ------------ | --- |
|         | Серафим Јовановић    | 1920—1928.   | |
|         | Венијамин Таушановић | 1929—1934.   | |
|         | Симеон Поповић       | 1934—1939    | |
|         | Викентије Проданов   | 1939—1950.   | По избијању Другог светског рата 1941. протеран из Штипа. После Другог светског рата није могао да се врати на своју епархију због комунистичке власти. 1950. постао Патријарх српски |
|         | Наум Димовски        | 1959—1967.   | Од 1967. у расколу |
|         | Јован Младеновић     | 1993—1994.   | Администратор |
|         | Пахомије Гачић       | 1995—2002.   | Администратор |